# (2737) Kotka
(2737) Kotka es un asteroide perteneciente al cinturón de asteroides descubierto por Yrjö Väisälä el 22 de febrero de 1938 desde el Observatorio de Iso-Heikkilä, en Turku, Finlandia.

## Designación y nombre
Kotka se designó inicialmente como 1938 DU.
Posteriormente, en 1983, fue nombrado por la ciudad finesa de Kotka.

## Características orbitales
Kotka está situado a una distancia media del Sol de 2,746 ua, pudiendo acercarse hasta 2,21 ua y alejarse hasta 3,282 ua. Su excentricidad es 0,1951 y la inclinación orbital 8,825 grados. Emplea 1662 días en completar una órbita alrededor del Sol.

## Características físicas
La magnitud absoluta de Kotka es 11,8 y el periodo de rotación de 12,16 horas. Está asignado al tipo espectral S de la clasificación SMASSII.